# Federico Ricci
Federico Ricci (Roma, 27 de maio de 1994) é um futebolista profissional italiano que atua como meia.

## Carreira
Federico Ricci começou a carreira no Roma.